# Paralimnophila christine
Paralimnophila christine är en tvåvingeart som beskrevs av Günther Theischinger 1996. Paralimnophila christine ingår i släktet Paralimnophila och familjen småharkrankar. Inga underarter finns listade i Catalogue of Life.